# Juan López de Hoyos
Juan López de Hoyos (Madrid, 1511 - ibídem, 1583) fou un escriptor i humanista espanyol.

## Biografia
El seu pare va ser un ferrer de Madrid, Alonso López de Hoyos, i la seva mare Juana de Santiago, morta en 1592. Va succeir Alejo Venegas de Busto com a catedràtic de l'Estudi de la Vila de Madrid des del 29 de gener de 1568. En 1580 va ser nomenat rector de l'església de San Andrés a la mateixa ciutat; també va ser cronista de Madrid. És recordat com l'orgullós mestre de Miguel de Cervantes Saavedra, a qui va qualificar de nuestro caro y amado discípulo en la seva Historia y relación verdadera de la enfermedad, felicísimo tránsito y suntuosas exequias de la Serenísima Reina de España Doña Isabel de Valois, nuestra señora... (Madrid: Pierres Cosin, 1569); ho va anunciar quan el futur escriptor encara no havia donat proves del seu talent. L'Ajuntament de Madrid havia designat a López de Hoyos per compondre els epitafis, al·legories, jeroglífics i històries que havien de col·locar-se a l'església de las Descalzas Reales per celebrar les exèquies que va fer la Vila el 24 d'octubre de 1568 per la Reina Isabel de Valois, que havia mort el dia 3 del mateix mes, i Cervantes va incloure en la relació dels honors composta pel seu mestre quatre poemes. L'escrit va satisfer tant, que el seu autor va ser molt sol·licitat després per escriure relacions de successos, com la Relación de la muerte y honras fúnebres del SS. Príncipe D. Carlos, hijo de la Mag. del Cathólico Rey D. Philippe el segundo nuestro señor (1568) i Real apparato, y sumptuoso recebimiento con que Madrid ... rescibio a la Sereníssima reyna D Ana de Austria (1572). També fou professor de l'escriptor, Luis Gálvez de Montalvo, condeixeble de Cervantes.
Es conserva actualment el testament de López de Hoyos, que va ser editat per Ángel González Palencia, documents de la seva família en la Parròquia de San Justo, publicats per Mercedes Agulló Cobo, i altres relacionats amb les seves activitats com a censor de llibres i la seva carta preliminar a la Lyra heroica del metge i poeta Francisco Núñez de Oria (1581), un llarg poema llatí en hexàmetres sobre les gestes de Bernardo del Carpio. López de Hoyos va escriure també una Declaración de las armas de Madrid y algunas antigüedades i fou un seguidor entusiasta d'Erasme de Rotterdam.

## Obres
- Relación de la muerte y honras fúnebres del SS. Príncipe D. Carlos, hijo de la Mag. del Cathólico Rey D. Philippe el segundo nuestro señor (1568).
- Historia y relación verdadera de la enfermedad, felicísimo tránsito y suntuosas exequias de la Serenísima Reina de España Doña Isabel de Valois, nuestra señora... (Madrid: Pierres Cosin, 1569).
- Real apparato, y sumptuoso recebimiento con que Madrid ... rescibio a la Sereníssima reyna D Ana de Austria (1572).
- Declaración de las armas de Madrid y algunas antigüedades.
- Carta al Ayuntamiento desta Villa de Madrid